# Verkiezingen voor het Europees Parlement 2009/Kandidatenlijst/PvdA
Op 15 maart 2009 stemde het partijcongres van het Partij van de Arbeid in met de kandidatenlijst van die partij voor de Europese Parlementsverkiezingen 2009.

## Kandidatenlijst
1. Thijs Berman *
2. Emine Bozkurt *
3. Jan Cremers
4. Judith Merkies * (met voorkeurstemmen)
5. René Cuperus
6. Marijke Clerx
7. Louis Meuleman
8. Elsbeth van Hijlckama Vlieg
9. Lo Breemer
10. Jannewietske de Vries
11. Hans Bosch
12. Marijke Drees
13. Martin Siecker

Noot *: verkozen politici
CDA · 
PvdA ·
VVD ·
GroenLinks ·
SP ·
CU-SGP ·
D66 ·
Newropeans ·
Europa Voordelig! & Duurzaam ·
Solidara ·
PvdD ·
Europese Klokkenluiders Partij ·
De Groenen ·
PVV ·
Liberaal Democratische Partij ·
Partij voor Europese Politiek ·
Libertas